# Leptotarsus (Phymatopsis) tenuirostris
Leptotarsus (Phymatopsis) tenuirostris is een tweevleugelige uit de familie langpootmuggen (Tipulidae). De soort komt voor in het Australaziatisch gebied.